# Балџа (Пела)
Балџа (грч. Μελίσσι, Мелиси) је насељено место у општини Пела у периферији Средишња Македонија, Грчка. Према попису из 2021. године било је 909 становника.
Према бугарском географу и историчару, Василу Канчову, у Балџи је 1900. године живело 94 Словена хришћана и 30 Рома. Село се није развијало и број становника није растао јер се налазило поред Ениџевардарског језера, због чега су мештани често обољевали од маларије. Након исушења језера насељен је већи број грчких избеглица из Турске пресељених из планинских села. На попису из 1991. године Балџа је имала 879 становника, од чега су Словени чинили четвртину становништва.